# Герб Лілля
Герб Лі́лля (фр. Blason de Lille) — офіційний символ французького міста Лілль.

## Опис
| У червоному полі срібна геральдична лілія. |
Щит, увінчаний золотою міською короною з п'ятьма вежками, тримають два чорних леви з висунутими червоними язиками та кігтями. Під щитом розташована срібна стрічка з датою «1792» та девізом чорними літерами «A bien mérité de la patrie». Під девізною стрічкою знаходяться три ордени — Орден Почесного легіону (по центру) та два Військових хрести.

## Історія
Зображення п'ятипелюсткової лілії як міської емблеми використовувалось з 1199 року й було подібним до сучасного герба Флоренції. Трипелюсткова лілія з'являється у 1235 році в статуті Жанни Фландрської.
На печатці 1434 року обабіч лілії зображувались два леви, що стоять на трьох лапах і звернені один до одного.
У 1667 році Лілль остаточно переходить до Франції. Червоний та білий кольори як символи міста зазначаються в акті 1698 року.
В ході Французької революції було прийнято указ, яким скасовувались всі попередні геральдичні символи, в тому числі і герб Лілля. За часів Першої імперії 6 червня 1811 року Лілль отримав герб, повністю відмінний від попередьного:
| Щит горизонтально перетятий на три частини; в нижній червоній — срібна Паризька брама, в середній лазуровій — срібний прапор, у верхній червоній главі — три золоті бджоли. |
На символі міста часів реставрації Бурбонів бджоли були замінені на зірки.
В 1901 році мер міста Густав Делорі відновив першопочатковий герб. 1902 року президент Франції Еміль Лубе підписав указ, згідно з яким герб Лілля визначався як «срібна квітка ірису на червоному тлі», що стало втіленням суперечки про справжній рослинний відповідник символу. У 1926 році мер Роже Саленгро своїм розпорядженням остаточно визначив це зображення як лілію.
Указом від 13 березня 1902 року до гербового щита додавався Орден Почесного легіону.
В 1958 році було випущено поштову марку із зображенням герба Лілля.
Автор сучасного великого герба — геральдист Робер Луї (1902–1965).

## Герб та назва міста
Через те, що в навколишніх болотах Лілля росло багато водяних лілій, поширеною є помилкова думка про походження герба від назви міста (насправді лілія французькою звучить як lys, а назва міста походить від l'île — «острів»).